# Eeva Ahven
Eeva Ahven (bis 1935 Bachmann, 1935–53 Kurve, * 4. Februar 1924 in Tartu; † 28. Oktober 2009 in Tallinn) war eine estnische Linguistin.

## Leben
Eeva Ahven studierte von 1944 bis 1949 an der Universität Tartu Estnische Philologie. Noch vor Abschluss ihres Studiums trat sie 1948 eine Stelle am Institut für Sprache und Literatur (estn. Keele ja Kirjanduse Instituut, Abk. KKI) an, das sich zum damaligen Zeitpunkt noch in Tartu befand und 1952 nach Tallinn umzog. Das Institut war der Vorläufer des heutigen Instituts für Estnische Sprache.
Nach ihrem 1949 erfolgten Studienabschluss folgte die Aspirantur unter Johannes Voldemar Veski, die sie 1953 mit einer Arbeit über die Entwicklung der estnischen Schriftsprache in den Jahren 1900–1917 abschloss (1958 als Buch erschienen). Im Anschluss daran trat sie die Stelle der Wissenschaftssekretärin an, von 1968 an war sie stellvertretende wissenschaftliche Direktorin. Diese Stelle hatte sie bis 1989 inne, erst danach konnte sie  sich wieder der Wissenschaft zuwenden.

## Werk
Durch ihre langjährige Tätigkeit in der Wissenschaftsverwaltung und -politik ist das wissenschaftliche Werk von Eeva Ahven nicht besonders umfangreich, jedoch verfasste sie zwei einschlägige Monografien: Als Schülerin von Arnold Kask leistete sie mit ihrer Doktorarbeit einen wichtigen Beitrag zur Erforschung der estnischen Schriftsprache. Und ihre minutiöse, über 1.400 Seiten umfassende Chronik des Instituts für Sprache und Literatur, die 2007 erschien, ist ein unentbehrliches Hilfsmittel zur Erforschung der sowjetestnischen Wissenschaftsgeschichte.

## Auszeichnungen
- 1994 Wissenschaftspreis der Republik Estland
- 1999 Ehrenmitglied der Gesellschaft für Muttersprache
- 2003 Orden des weißen Sterns, V. Klasse

## Schriften (Auswahl)
- Eesti kirjakeele arenemine aastail 1900–1917. Tallinn: Keele ja Kirjanduse Instituudi Uurimised IV. 1958. 186 S.
- Pilk paberpeeglisse. Keele ja Kirjanduse Instituudi kroonika 1947–1993. Tallinn: Eesti Keele Sihtasutus 2007. 1413 S.

## Sekundärliteratur
- E. Ross: Mõni oluline lehekülg Emakeele Seltsi ajaloost (II). Sundkolimine Tallinna. Kiriusutelu Eeva Ahvenega, in: Keel ja Kirjandus 4/1999, S. 269–275.
- Hille Pajupuu, Peeter Päll: In memoriam Eeva Ahven, in: Keel ja Kirjandus 1/2010, S. 78–79.